# Nono Reinhold
IJsbrandina Sophia Wesselia (Nono) de Wilde-Reinhold (Haarlem, 1929) is een Nederlands graficus en fotograaf.

## Leven en werk
Nono Reinhold werd geboren in Haarlem als dochter van dr. Thomas Reinhold (1890–1955) en Hendrika van Groningen (1895-1979), en groeide op in Heemstede. Haar vader was geoloog en later directeur van de Geologische Dienst, haar moeder was tot hun huwelijk adjunct-assistente aan het Geografisch Seminarium van de Universiteit van Amsterdam. Reinhold bezocht het Stedelijk Gymnasium in Haarlem en werd verder opgeleid aan het Instituut voor Kunstnijverheidsonderwijs (1947-1951) in Amsterdam. Ze zou aanvankelijk binnenhuisarchitect worden, maar ontwikkelde zich tot graficus. Ze verhuisde na haar studie naar Parijs, waar ze les kreeg van de grafici Jacques Houplain en Stanley William Hayter (van Atelier 17). Ze kocht een drukpers, waarop ze werk van haarzelf en anderen afdrukte, en ontwierp in deze periode affiches voor Galeries Lafayette.
In de jaren 50 was Reinhold, naast onder anderen Karel Appel, Corneille en Constant Nieuwenhuijs, een van de dertien schilders die door Stoomweverij Nijverheid uit Enschede werden benaderd om dessins voor stoffen te ontwerpen, die werden uitgebracht onder de naam Famous Artists Series. In 1956 nam ze deel aan de tentoonstelling Textiel als kunst in het Stedelijk Museum Amsterdam.
Begin jaren 60 verhuisde Reinhold naar New York. Ze ontplooide zich verder als graficus en gaf les aan het Pratt Graphics Center en in 1963 een cursus grafische technieken aan de Universiteit van Arkansas. Ze ontving prijzen van de Print Club en de American Color Print society, beide in Philadelphia, en de Society of American grafic arts in New York.
In New York leerde Reinhold haar latere echtgenoot Edy de Wilde (1919-2005) kennen, directeur van het Van Abbemuseum in Eindhoven. Hij werd in 1963 directeur van het Stedelijk Museum Amsterdam, waarna ze naar Amsterdam verhuisden. In 1967 toonde Reinhold haar grafisch werk in een solo-expositie bij de galerie van Margaretha Sothmann in Amsterdam. Haar werk werd ook getoond tijdens andere exposities, waaronder de tentoonstellingsserie Grafiek Nu (1986, 1988, 1990 en 1992-1993) in Singer Laren. Ze was begin jaren 80 als docent grafiek verbonden aan de Koninklijke Academie voor Kunst en Vormgeving in 's-Hertogenbosch. Naast haar grafisch werk maakte ze foto's en metaalreliëfs. In 2010 bracht ze een serie fotoboeken uit met teksten van onder anderen Carel Blotkamp, Remco Campert en Lucebert.
Het echtpaar De Wilde-Reinhold verzamelde kunst, in 1998 werd hun collectie op papier ondergebracht bij het Teylers Museum, met werk van Reinhold en bevriende kunstenaars als Willem de Kooning, Roy Lichtenstein, Niki de Saint Phalle en Jean Tinguely. In 2009 droeg Nono Reinhold haar archief over aan het Rijksbureau voor Kunsthistorische Documentatie. In 2018-2019 werd in het Teylers Museum de tentoonstelling Parijs – New York – Amsterdam: moderne meesters uit de collectie Reinhold De Wilde gehouden, waarbij ook werk van Reinhold zelf was te zien. Haar werk is verder opgenomen in de collecties van onder meer het Centraal Museum in Utrecht, het Stedelijk Museum Amsterdam en het Rijksmuseum Amsterdam.

## Publicatie
- Nono Reinhold (2010) Nono Reinhold. Machu Picchu 2006, Petra 2007, Bolivia 2008. Drie delen in een cassette. Eindhoven: Peter Foolen Editions.